# Schomberg
Schomberg je priimek več ljudi:
- Armand Schomberg, francoski general
- Charles Schomberg, francoski general
- Gaspard Schomberg, francoski general
- Harold St. George Schomberg, britanski general